# بيلي هربرت
بيلي هربرت (بالإنجليزية: Billy Herbert)‏ (1 يناير 1888 في المملكة المتحدة - 1 يناير 1928 بلندن في المملكة المتحدة) هو لاعب كرة قدم بريطاني (وحمل سابقاً جنسية المملكة المتحدة لبريطانيا العظمى وأيرلندا) في مركز الهجوم. لعب مع بولتون واندررز وستوك سيتي ونادي أرسنال ونادي بارنت وWigan Borough F.C. ‏ وGlossop North End A.F.C. ‏ وGravesend United F.C. ‏.